# Châtenay (Eure-et-Loir)
Châtenay é uma comuna francesa na região administrativa do Centro, no departamento de Eure-et-Loir. Estende-se por uma área de 10,27 km². Em 2010 a comuna tinha 240 habitantes (densidade: 23,4 hab./km²).